# Sh2-179
Sh2-179 est une nébuleuse planétaire dans la constellation de Cassiopée.
Sa position se trouve facilement à environ 1 ° est-nord-est par rapport à l'étoile κ Cassiopeiae. Cependant, c'est un objet très faible, dont la magnitude apparente est égale à 15,4. La période la plus appropriée pour son observation dans le ciel du soir se situe entre les mois d'août et de janvier et elle est grandement facilitée pour les observateurs situés dans les régions de l'hémisphère boréal, où elle se produit circumpolaire jusqu'aux régions tempérées chaudes.
C'est une nébuleuse très peu connue et étudiée, donc même la distance n'est pas connue. Bien qu'incluse dans le catalogue Sharpless, ses émissions dans la bande OIII indiquent qu'il s'agit d'une nébuleuse planétaire. Sa forme est irrégulière et a des bords epars vers le nord et plus nets vers le sud.